# Campeonato Mundial Feminino de Hóquei no Gelo
O Campeonato Internacional de Hóquei no Gelo Feminino é um torneio anual disputado pelas melhores seleções femininas de Hóquei no gelo. O torneio é organizado pela Federação Internacional de Hóquei no Gelo. É disputado desde 1990, com intervalos irregulares entre um e outro torneio nas primeiras edições,  era realizado quase todo ano, menos em ano olímpico de inverno, mas a partir de 2022  passou a ser realizado inclusive em ano olímpico.

## Torneios e resultados
| Ano           | Sede           |                 | Final      | Final          | Final            |            | Disputa do 3º lugar | Disputa do 3º lugar | Disputa do 3º lugar |
| Ano           | Sede           | Ouro            | Placar     | Prata          | Bronze           | Placar     | 4º lugar            |                     |                     |
| 1990 Detalhes | Canadá         | Canadá          | 5 - 2      | Estados Unidos | Finlândia        | 6 - 3      | Suécia              |                     |                     |
| 1992 Detalhes | Finlândia      | Canadá          | 8 - 0      | Estados Unidos | Finlândia        | 5 - 4      | Suécia              |                     |                     |
| 1994 Detalhes | Estados Unidos | Canadá          | 6 - 3      | Estados Unidos | Finlândia        | 8 - 1      | China               |                     |                     |
| 1997 Detalhes | Canadá         | Canadá          | 4 - 3 (OT) | Estados Unidos | Finlândia        | 3 - 0      | China               |                     |                     |
| 1999 Detalhes | Finlândia      | Canadá          | 3 - 1      | Estados Unidos | Finlândia        | 8 - 2      | Suécia              |                     |                     |
| 2000 Detalhes | Canadá         | Canadá          | 3 - 2 (OT) | Estados Unidos | Finlândia        | 7 - 1      | Suécia              |                     |                     |
| 2001 Detalhes | Estados Unidos | Canadá          | 3 - 2      | Estados Unidos | Rússia           | 5 - 4      | Finlândia           |                     |                     |
| 2004 Detalhes | Canadá         | Canadá          | 2 - 0      | Estados Unidos | Finlândia        | 3 - 2      | Suécia              |                     |                     |
| 2005 Detalhes | Suécia         | Estados Unidos  | 1 - 0 (SO) | Canadá         | Suécia           | 5 - 2      | Finlândia           |                     |                     |
| 2007 Detalhes | Canadá         | Canadá          | 5 - 1      | Estados Unidos | Suécia           | 3 - 2      | Finlândia           |                     |                     |
| 2008 Detalhes | China          | Estados Unidos  | 4 - 3      | Canadá         | Finlândia        | 5 - 2      | Suíça               |                     |                     |
| 2009 Detalhes | Finlândia      | Estados Unidos  | 4 - 1      | Canadá         | Finlândia        | 4 - 1      | Suécia              |                     |                     |
| 2011 Detalhes | Suíça          | Estados Unidos  | 3 - 2 (OT) | Canadá         | Finlândia        | 3 - 2 (OT) | Rússia              |                     |                     |
| 2012 Detalhes | Estados Unidos | Canadá          | 5 - 4 (OT) | Estados Unidos | Suíça            | 6 - 2      | Finlândia           |                     |                     |
| 2013 Detalhes | Canadá         | Estados Unidos  | 3 - 2      | Canadá         | Rússia           | 2 - 0      | Finlândia           |                     |                     |
| 2015 Detalhes | Suécia         | Estados Unidos  | 7 - 5      | Canadá         | Finlândia        | 4 - 1      | Rússia              |                     |                     |
| 2016 Detalhes | Canadá         | Estados Unidos  | 1 - 0 (OT) | Canadá         | Rússia           | 1 - 0 (SO) | Finlândia           |                     |                     |
| 2017 Detalhes | Estados Unidos | Estados Unidos  | 3 - 2 (OT) | Canadá         | Finlândia        | 8 - 0      | Alemanha            |                     |                     |
| 2019 Detalhes | Finlândia      | Estados Unidos  | 2 - 1 (SO) | Finlândia      | Canadá           | 7 - 0      | Rússia              |                     |                     |
| 2021 Detalhes | Canadá         | Canadá          | 3 - 2 (OT) | Estados Unidos | Finlândia        | 3 - 1      | Suíça               |                     |                     |
| 2022 Detalhes | Dinamarca      | Canadá          | 2 - 1      | Estados Unidos | República Tcheca | 4 - 2      | Suíça               |                     |                     |
| 2023 Detalhes | Canadá         | 'Estados Unidos | 6 - 3      | Canadá         | República Tcheca | 3 - 2      | Suíça               |                     |                     |
| 2024 Detalhes | Estados Unidos | Canadá          | 6 - 5 (OT) | Estados Unidos | Finlândia        | 3 - 2 (SO) | República Tcheca    |                     |                     |

## Histórico de medalhas
| Seleção        | Ouro | Prata | Bronze | Total |
| -------------- | ---- | ----- | ------ | ----- |
| Canadá         | 13   | 9     | 1      | 23    |
| Estados Unidos | 10   | 13    | 0      | 23    |
| Finlândia      | 0    | 1     | 14     | 15    |
| Rússia         | 0    | 0     | 3      | 3     |
| Chéquia        | 0    | 0     | 2      | 2     |
| Suécia         | 0    | 0     | 2      | 2     |
| Suíça          | 0    | 0     | 1      | 1     |